# Türkiye Kupası 1974/75
Die Türkiye Kupası 1974/75 war die 13. Auflage des türkischen Fußball-Pokalwettbewerbes. Der Wettbewerb begann am 29. Oktober 1974 mit der 1. Hauptrunde und endete am 21. Mai 1975 mit dem Rückspiel des Finals. Im Endspiel trafen Beşiktaş Istanbul und Trabzonspor aufeinander. Beşiktaş Istanbul nahm zum zweiten Mal am Finale teil. Für Trabzonspor war es das erste Mal.

## 1. Hauptrunde
- Sakaryaspor, Tirespor und Trabzonspor erhielten ein Freilos und waren automatisch für die nächste Runde qualifiziert.

|                      | Gesamt          |                     | Hinspiel | Rückspiel |
| -------------------- | --------------- | ------------------- | -------- | --------- |
| Beşiktaş Istanbul    | 5:1             | Adanaspor           | 3:1      | 2:0       |
| Adana Demirspor      | 1:2             | Zonguldakspor       | 1:0      | 0:2       |
| Boluspor             | 2:0             | Eskişehir Havagücü  | 2:0      | 0:0       |
| Çorumspor            | 1:3             | MKE Kırıkkalespor   | 0:0      | 1:3       |
| Eskişehirspor        | 9:0             | Manisa Mensucatspor | 4:0      | 5:0       |
| Samsunspor           | 0:0 (5:3 i. E.) | Gaziantepspor       | 0:0      | 0:0       |
| Galatasaray Istanbul | 1:0             | Altay Izmir         | 1:0      | 0:0       |

## 2. Hauptrunde
|                   | Gesamt          |                      | Hinspiel | Rückspiel |
| ----------------- | --------------- | -------------------- | -------- | --------- |
| Trabzonspor       | 5:1             | Bursa Merinosspor    | 3:0      | 2:1       |
| Boluspor          | 0:0 (4:2 i. E.) | MKE Kırıkkalespor    | 0:0      | 0:0       |
| Eskişehirspor     | 0:1             | Şekerspor            | 0:0      | 0:1       |
| Sakaryaspor       | 0:2             | Galatasaray Istanbul | 0:1      | 0:1       |
| Zonguldakspor     | 3:1             | Tirespor             | 1:0      | 2:1       |
| Bursaspor         | 1:0             | Samsunspor           | 1:0      | 0:0       |
| Beşiktaş Istanbul | 5:1             | Erdemir Ereğlispor   | 2:0      | 3:1       |

## Viertelfinale
|                     | Gesamt    |                      | Hinspiel | Rückspiel |
| ------------------- | --------- | -------------------- | -------- | --------- |
| Şekerspor           | 1:3       | Beşiktaş Istanbul    | 0:1      | 1:2       |
| Zonguldakspor       | 3:6       | Bursaspor            | 1:2      | 2:4       |
| Fenerbahçe Istanbul | 2:3       | Trabzonspor          | 1:1      | 1:2       |
| Boluspor            | (a)3:3(a) | Galatasaray Istanbul | 0:2      | 3:1       |

## Halbfinale
|             | Gesamt |                   | Hinspiel | Rückspiel |
| ----------- | ------ | ----------------- | -------- | --------- |
| Trabzonspor | 4:0    | Boluspor          | 3:0      | 1:0       |
| Bursaspor   | 1:2    | Beşiktaş Istanbul | 1:0      | 0:2       |

## Finale

### Hinspiel
| Paarung           | Trabzonspor – Beşiktaş Istanbul |
| Ergebnis          | 1:0 (0:0) |
| Datum             | 7. Mai 1975 um 15:00 Uhr |
| Stadion           | Trabzon-Şehir-Stadyumu, Trabzon |
| Schiedsrichter    | Orhan Cebe |
| Tore              | 1:0 Kadir Özcan (58.) |
| Trabzonspor       | Şenol Güneş – Turgay Semercioğlu (62. Şener Çınar), Cemil Usta, Necati Özçağlayan, Kadir Özcan – Bekir Barçın, Bülent Şahinkaya (46. Tuncay Mesçi), Faruk Nafız Özak, Ali Kemal Denizci – Hüseyin Tok, Mehmet Cemil Altın Cheftrainer: Ahmet Suat Özyazıcı  |
| Beşiktaş Istanbul | Mete Bozkurt – Ahmet Börtücene, Niko Kovi, Lütfü Isıgöllü, Zekeriya Alp – Vedat Okyar, Kahraman Kartaloğlu, Tezcan Ozan – Tuğrul Şener, Sanlı Sarıalioğlu (72. Ünal Tombulel), Ahmet Yılmaz (74. Sinan Alayoğlu) Cheftrainer: Horst Buhtz ( BR Deutschland) |
| Gelbe Karten      | Hüseyin Tok, Ali Kemal Denizci, Mehmet Cemil Altın, Cemil Usta, Kadir Özcan – Kahraman Kartaloğlu |
| Platzverweise     | Bekir Barçın – keine |

### Rückspiel
| Paarung           | Beşiktaş Istanbul – Trabzonspor |
| Ergebnis          | 2:0 (1:0) |
| Datum             | 21. Mai 1975 um 16:30 Uhr |
| Stadion           | Inönü-Stadion, Istanbul |
| Schiedsrichter    | Doğan Babacan (Istanbul) |
| Tore              | 1:0 Niko Kovi (31.) 2:0 Lütfü Isıgöllü (75.) |
| Beşiktaş Istanbul | Mete Bozkurt – Niko Kovi, Lütfü Isıgöllü, Ahmet Börtücene, Zekeriya Alp – Kahraman Kartaloğlu (87. Ünal Tombulel), Vedat Okyar, Sinan Alayoğlu – Sanlı Sarıalioğlu, Tuğrul Şener, Ahmet Yılmaz Cheftrainer: Horst Buhtz ( BR Deutschland)                  |
| Trabzonspor       | Şenol Güneş – Cemil Usta, Necati Özçağlayan, Kadir Özcan, Turgay Semercioğlu – Bekir Barçın, Faruk Nafız Özak, Tuncay Mesçi (64. Bülent Şahinkaya) – Mehmet Cemil Altın, Ali Kemal Denizci, Hüseyin Tok (79. Engin Çınar) Cheftrainer: Ahmet Suat Özyazıcı |
| Gelbe Karten      | Sinan Alaoğlu, Tuğrul Şener, Sanlı Sarıalioğlu, Vedat Okyar – Kadir Özcan, Cemil Usta |

## Beste Torschützen
| Rang | Spieler        | Verein               | Tore |
| ---- | -------------- | -------------------- | ---- |
| 1    | Tezcan Ozan    | Beşiktaş Istanbul    | 8    |
| 2    | Hüseyin Tok    | Trabzonspor          | 7    |
| 3    | Ali Kahraman   | Bursaspor            | 4    |
| 4    | Yusuf Kerpeten | Zonguldakspor        | 3    |
| 4    | Niko Kovi      | Beşiktaş Istanbul    | 3    |
| 4    | Engin Verel    | Galatasaray Istanbul | 3    |
| 7    | Sinan Alayoğlu | Beşiktaş Istanbul    | 2    |
| 7    | Mehmet Çardak  | Eskişehirspor        | 2    |
| 7    | Muzaffer       | MKE Kırıkkalespor    | 2    |
| 7    | Ali Yavuz      | Trabzonspor          | 2    |